# Ольгино (Вадінський район)
О́льгино (рос. Ольгино) — присілок у складі Вадінського району Пензенської області, Росія.
Населення — 19 осіб (2010; 46 у 2002).
Національний склад станом на 2002 рік:
- росіяни — 100 %